# ストラトフォード駅 (オンタリオ州)
ストラトフォード駅（英語：Stratford train station）はカナダオンタリオ州ストラトフォード シェイクスピア・ストリート101にある駅。カナダ各地を結ぶVIA鉄道が乗り入れている。

## 概要
当駅は無人駅である。

## 利用可能な鉄道路線／列車
VIA鉄道の停車する列車は下記の通り。
サーニア/ロンドンとトロント間の昼行中距離列車コリドー号 …トロント方面 2本/日、サーニア方面 2本/日 停車（平日）